# Jimmy das Gummipferd
Jimmy das Gummipferd, ein weißes, lebendes Gummitier mit einem Ventil im Schwanz, durch das es aufgeblasen werden kann, und sein Reiter Julio, ein fülliger Gaucho, sind Comicfiguren des Zeichners Roland Kohlsaat (1913–1978) und das „wohl skurrilste Heldengespann der deutschen Comic-Geschichte“ (Andreas C. Knigge).
Ihre fantastischen und bei den Lesern sehr erfolgreichen Abenteuer erschienen seit dem 28. Juni 1953 – anfangs unter dem Serientitel Julio und Jimmy, nach etwa neun Monaten dann als Jimmy das Gummipferd – wöchentlich im Sternchen, der Kinderbeilage der Zeitschrift stern. Als Das Sternchen 1961 als separate Heftbeilage eingestellt und in eine Doppelseite im stern verwandelt wurde, lief die Comicserie in diesem Rahmen bis Anfang des Jahres 1977 mit Kohlsaat als einzigem Zeichner und Autor weiter. Im August 1970 wurde die Serie in Julios abenteuerliche Reisen umbenannt.

## Der Anfang
Mitte 1953 startete die deutsche Zeitschrift stern eine Kinderbeilage in Form eines beigelegten mehrseitigen Heftes, das den Titel Das Sternchen trug (Werbeslogan: „Kinder haben Sternchen gern – Sternchen ist das Kind vom Stern“). Chefredakteur Henri Nannen suchte nach Zeichnern, die Inhalte beitragen konnten, und wandte sich auch an den aus Hamburg stammenden Zeichner und Texter Roland Kohlsaat, der seit 1948 für verschiedene deutsche Zeitschriften gearbeitet und bereits mit einer grafischen Umsetzung von Erich Kästners Emil und die Detektive für die Zeitschrift Funkwacht erste Comic-Erfahrungen gesammelt hatte. Kohlsaat war an der Kunstgewerbeschule Hamburg als Lithograph, Maler und Bildhauer ausgebildet worden und verdingte sich nach dem Zweiten Weltkrieg, um nicht zu verhungern, auf einem Gut bei Gifhorn als „Mädchen für alles“. Dort hatte er ausgiebig mit Pferden zu tun, was ihn dazu veranlasste, sich ein nicht unerhebliches Zubrot als Maler von Pferdebildern zu verdienen. (Weitere Zeichner und Autoren, die später für die Mitarbeit im Sternchen gewonnen werden konnten, waren etwa Loriot mit Reinhold das Nashorn, Hans Jürgen Press mit dem Kleinen Herrn Jakob und den Abenteuern der „schwarzen hand“ sowie F. W. Richter-Johnsen und Fritz Raab mit Taró.)
Kohlsaat stand nach seiner Zusage an den stern vor der Aufgabe, binnen kurzer Zeit eine tragfähige Idee zu entwickeln, die genug Material für eine länger laufende Comicserie versprach, und so griff er auf das zurück, worin er in den letzten Jahren einige Übung erreicht hatte und das ihm auch sichtlich Freude machte: die Darstellung von Pferden. Praktisch über Nacht erfand er den mexikanischen Gaucho Julio und sein Wunderpferd Jimmy, die – durch gemeinsam erlebte Abenteuer zu dicken Freunden geworden – bald ein perfekt eingespieltes Gespann bilden sollten. Kohlsaat wurde, wie er später einmal erklärte, zu seinen Figuren unter anderem durch José Luis Salinas’ Cisco Kid inspiriert. Im ersten Panel der ersten Jimmy-Folge, die im Sternchen Nr. 3 des Jahres 1953 erschien, erwirbt Julio das Gummipferd in der Pampa von einem fliegenden Händler, der es ihm mit folgenden Worten anpreist: „Ein Gummi-Maultier, Senor. Ist das Neueste aus den USA – läuft, springt und tut alles, was Sie wollen.“ Darauf Julio: „Ist gekauft.“

## Mischung aus Physik und Märchen
Bereits in der ersten Folge testet Kohlsaat, was sich mit der märchenhaften Figur eines lebenden, aber nur aus Luft und Gummi bestehenden Pferdes anfangen lässt: Jimmy galoppiert gegen eine aufrecht stehende Holzplanke, prallt samt Reiter wie ein Ball zurück, fliegt in großem Bogen rückwärts durch die Luft und landet mit dem Hintern in der Mistgabel eines vorbeikommenden Bauern, worauf ein Leck in seiner Gummihülle entsteht, das Julio flicken muss. In einer anderen frühen Folge lässt Julio Jimmy an einer Tankstelle waschen und aufpumpen, worauf der Tankwart Jimmy fast bis zum Platzen überfüllt und dieser ungewollt vom Boden abhebt.
Jimmy ist der wahrgewordene Kindertraum eines Spielzeugs, das lebendig wird (was ein wenig den lange anhaltenden Erfolg bei den kleinen, aber auch großen Lesern erklärt). Das treue Gummipferd steht seinem Besitzer in allen Lagen wie ein guter Geist bei, erfordert jedoch Pflege und ständige Aufmerksamkeit. Wenn das Gummipferd – meist mit Julios Puste – auf Pferdegröße aufgeblasen wird, benimmt sich Jimmy so, wie man es von einem Pferd erwartet: Es galoppiert, springt, duckt sich, wendet den Kopf und so weiter – allerdings kann es nicht tauchen, da es wie ein aufgeblasener Rettungsring fast nur aus Luft besteht. Jimmy ist stumm (man sieht es nie wiehern oder schnauben) und es muss nichts fressen; seine Mimik drückt meistens Gleichmut, manchmal gute Laune aus. Julio kann, wenn etwa die Umgebung eng oder scharfkantig wird, einfach die Luft aus Jimmy ablassen und sich seine schlaffe Hülle wie einen Gürtel um die Hüften wickeln; so lässt sich Jimmy auch unter Wasser mit sich nehmen. Wird Jimmys aufgeblasener Gummihüllenkörper erhitzt, beginnt sich das Pferd durch den Auftrieb wie ein Ballon samt eventueller Traglasten in die Luft zu erheben. Julio nutzt in einigen Episoden Jimmys Ventil als Düse, indem er es einfach öffnet, wobei die ausströmende Luft Pferd und Reiter in ein fliegendes Geschoss verwandelt, oder er steckt einen brennenden Feuerwerkskörper in Jimmys Stummelschwanz, was denselben Effekt hat. Oft macht Kohlsaat in seinen Geschichten Gebrauch davon, dass Jimmy im aufgeblasenen Zustand auch Stürze aus großer Höhe unbeschadet überstehen kann; seine Elastizität und sein Luftvorrat sind in vielen Situationen nützlich. Der Zeichner lässt Julio seinen Jimmy unter anderem als (whiskybetriebenes) Propellerflugzeug, als Fallschirm oder als Türöffner verwenden; einmal nächtigt der Gaucho sogar auf hoher See in Jimmys Bauch, durch dessen Maul er dort eingestiegen ist.
Julio ist der optimistische, unerschrockene und mit starkem Gerechtigkeitssinn ausgestattete Held, der gerne Whisky trinkt und – wenn er erstaunt oder verärgert ist – „Caramba!“, „Santos!“ oder „Sapristi!“ ruft; er verfügt über einen unerschöpflichen Vorrat an Listen und Einfällen und begegnet Frauen als echter „Caballero“ (spanisch für Reiter, im übertragenen Sinn Ritter, Kavalier) mit ausgesuchter Höflichkeit.
Pferd und Reiter bildeten so über fast fünfundzwanzig Jahre hinweg ein symbiotisches Freundespaar, das zusammen durch dick und dünn ging. Ohne Jimmy wäre Julio in kniffligen Situationen oft verloren gewesen, und ohne Julios schlaue Einfälle hätte Jimmy nicht zeigen können, was in ihm steckt.

## Abenteuer in aller Welt
Nachdem Kohlsaat von Mitte 1953 an fast drei Jahre lang Geschichten erzählt hatte, die nur eine Sternchen-Seite mit vier Panelstreifen umfassten und hauptsächlich in der Heimat beider Helden – der argentinischen Pampa – spielten, begann am 25. Februar 1956 eine lange Fortsetzungsgeschichte aus nahtlos ineinander übergehenden Abenteuern, die erst mehr als zwanzig Jahre später mit der Einstellung der Serie im Sternchen endete. Pferd und Reiter gerieten nun vorzugsweise in unerforschte Winkel der Erde, die weit entfernt von allen bekannten Zivilisationen (und weit entfernt von der realen Bundesrepublik der 1950er und 1960er Jahre) lagen. Die Erde war dabei ein zeit- und ortloser Kosmos aus einsamen und geheimnisvollen Landschaften, in denen Versatzstücke aus der Kulturgeschichte aller Herren Länder und Zeiten auftauchten: orientalische Erzählungen, deutsche Märchen, Sagen der griechischen Antike, indische und ägyptische Motive, aber auch Topoi der Trivial- und Abenteuerliteratur des 19. und 20. Jahrhunderts wurden verwendet. Dies vermischte Kohlsaat mit verschiedenen Science-Fiction-Elementen, eigenen Erfindungen bizarrer Wesen, Pflanzen und Gebäude sowie leisen Anklängen an Jonathan Swifts satirische Reisebeschreibungen oder an die Abenteuer des Barons Münchhausen; zusammenfassend nannte der Zeichner seinen Comic einmal eine moderne „Pop-Odyssee“.
Der so eigentümlich aus nachvollziehbarer Physik und märchenhaften, fantastischen Eigenschaften gemischte Charakter des Gummipferds setzt sich in vielen erzählerischen Details der Abenteuer fort, die das Gespann in der „endlosen“ Saga ab Februar 1956 erlebt. Julios Sombrero etwa kann während eines Sturzes vom Himmel Verwirbelungen in der Luft erzeugen, die sich zu Windhosen auswachsen und den Träger des Sombreros mit ihrem Sog wieder in die Höhe hieven. Ein auf die Erde gefallener Meteorit hat die Fähigkeit, im Mondlicht die Schwerkraft aufzuheben. Seit Jahrzehnten in Bernstein oder Eis eingeschlossene Wesen werden „aufgetaut“ und beginnen wieder zu leben. Einmal lässt Kohlsaat einen echten orientalischen Flaschengeist in Jimmys Körper hausen, ein anderes Mal schwebt dort ein uralter ägyptischer Wunderstein. Die beiden Freunde treiben sich in erloschenen Vulkanen, in verschiedenen Dschungeln, Sumpfgebieten und Gebirgen, auf allen Weltmeeren, in der Luft, im versunkenen Atlantis und in ausgedehnten Höhlensystemen herum. Sie gelangen zu Inseln, auf denen die ganze Flora und Fauna aufgrund unerklärter Kräfte riesengroß ist. Mehrmals sieht man sie in verlassenen Städten und verborgenen Tempelanlagen, deren Erbauer in Vergessenheit geraten sind. Die Helden begegnen versandeten Robotern, wütenden Riesen, Maulwurfsmenschen mit grotesken Nasen, Kentauren und Amazonen, freundlichen Meerjungfrauen und Nereiden, aztekischen Sonnenpriestern, kurzsichtigen „Stielaugen“ (großen Augen, die auf Stielen aus einer Felswand wachsen) und Englisch sprechenden Sauriern. Zu ihren Gegnern zählen Mordgeier, Seeschlangen, moderne mit Elektronik ausgestattete Piraten und Dschungelbanditen. Julio und der unsinkbare Jimmy sind oft auf unter- und oberirdischen Gewässern unterwegs, wo sie bisher unbekannte Inseln und ihre seltsamen Bewohner entdecken; einmal besuchen sie sogar mithilfe eines von Robotern gesteuerten Raumschiffs einen fremden Planeten.

## Besonderheiten
Kohlsaat zeichnete, tuschte und kolorierte Jimmy das Gummipferd, während der Strip im Sternchen veröffentlicht wurde, vollständig selbst. Er erfand auch alle Geschichten und betextete sie allein – Redakteure des sterns überklebten vor dem Druck lediglich Kohlsaats handgeschriebene Texte in den Textboxen und Sprechblasen mit maschinengesetzter Schrift, ohne jedoch dabei den Wortlaut zu verändern. Eigenwillig war Kohlsaats Farbgebung: Weil der stern ihm nur eine weitere Druckfarbe neben Schwarz zugestand, benutzte er ausschließlich schwarze und rote Tusche, aquarellierte bzw. verdünnte aber beide Farben je nach Bedarf, um etwa differenzierte Grauwerte, Übergänge oder Hauttöne zu erreichen – ein für damalige Comics nahezu einmaliges Verfahren.
Die eigenartige Farbstimmung schwarz-roter Aquarelle trägt heute neben dem außergewöhnlichen Personal und den oft merkwürdigen Abenteuern, die die beiden Helden erleben, ebenfalls zum besonderen Flair von Jimmy das Gummipferd bei. Im stern war die Serie allerdings nicht während ihrer gesamten Laufzeit in Kohlsaats Originalfarben zu sehen – zeitweise wurden grau gehaltene Flächen durch grüne ersetzt; in späteren Jahren wurde der Strip nur noch schwarzweiß bzw. in Grautönen abgedruckt. Durch die Umstrukturierungen und Kürzungen im Sternchen reduzierte sich im Herbst 1961 die Anzahl der Panelstreifen, die Kohlsaat wöchentlich zur Verfügung standen, von vier auf drei, kurz darauf auf zwei Streifen. Diese zweistreifige Erscheinungsweise mit typischerweise drei Panels pro Streifen, die zudem stärker verkleinert und schlechter reproduziert wurden als zu der Zeit, als Jimmy das Gumipferd noch in der separaten Heftbeilage erschien, wurde schließlich bis zur Einstellung des Strips beibehalten.

## Nachdrucke und Fortsetzungsversuche
Nachdem Kohlsaat am 1. Februar 1978 im Alter von 65 Jahren gestorben war, begann die Edition Becker & Knigge im Jahr 1979, die alten Abenteuer, beginnend mit dem Start der „endlosen“ Fortsetzungsgeschichte, in Albenform neu aufzulegen. Diese Edition wurde jedoch 1981 nach der Veröffentlichung des dritten Bandes wieder eingestellt; in den drei Bänden sind sämtliche Jimmy-Folgen vom Februar 1956 bis zum Jahreswechsel 1958–1959 in der Originalkolorierung enthalten. Vier neue Geschichten, die nicht von Kohlsaat, sondern von Fred Kipka gezeichnet und geschrieben wurden und in den COMICON-Studios in Barcelona entstanden, erschienen 1983 und 1984 als Fortsetzungen im Comic-Magazin Yps, und zwar in den Ausgaben 422–428, 433–439, 443–449 und 456–462. Im Jahr 2003 und damit zum 50-jährigen Jubiläum des Serienstarts organisierte das Wilhelm-Busch-Museum Hannover eine Ausstellung (später im Altonaer Museum in Hamburg), die etwa 300 Jimmy-Originalseiten aus dem Besitz der Familie Kohlsaat sowie einiges Begleitmaterial wie etwa Sternchen-Exemplare und andere Zeitdokumente präsentierte. Parallel zu dieser Ausstellung erschien ein großformatiger Katalog im Oldenburger Lappan Verlag, der die (nahezu) vollständigen und nach den Originalzeichnungen reproduzierten Abenteuer der Jahre 1959 bis 1963 enthält.
- Jimmy das Gummipferd. Von R. Kohlsaat. Sternchen-Buch Nr. 3 im Blüchert Verlag, Stuttgart 1954 (enthält eine Auswahl von 17 Ein-Seiten-Geschichten aus den Jahren 1953 und 1954)
- Roland Kohlsaat: Julios abenteuerliche Reisen Band 1 – Im Reich der Todesvögel. Edition Becker & Knigge, Hannover 1979, ISBN 3-88464-004-6
- Roland Kohlsaat: Julios abenteuerliche Reisen Band 2 – Der Diamant der Sphinx. Edition Becker & Knigge, Hannover 1980, ISBN 3-88464-016-X
- Roland Kohlsaat: Julios abenteuerliche Reisen Band 3 – Das Geisterschiff. Edition Becker & Knigge, Hannover 1981, ISBN 3-88464-018-6
- Roland Kohlsaat: Jimmy das Gummipferd. Die Abenteuer von Julio und Jimmy. Herausgegeben und mit einem Vorwort von Hans Joachim Neyer. Lappan Verlag, Oldenburg 2003, ISBN 3-8303-3065-0